# Francesc Solana
Francesc Xavier Solana Tomás, jugador de baloncesto profesional, nace el 3 de enero de 1972 en la ciudad de Lérida. Con una altura de 1,98 metros y un peso de 95 kilogramos. Formado en las categorías infantiles del Granollers, recibe su primera oportunidad de disputar un partido en la liga A.C.B con dicho equipo, aunque este debut se saldara con una derrota (Granollers 80 - Pamesa Valencia 92).
El 28 de abril de 2007 anunció en rueda de prensa su retirada del baloncesto profesional.
Jugó un total de 466 partidos en la liga ACB, acabando su carrera deportiva en el CB Fuenlabrada, equipo en el acabó siendo capitán, y donde dio muestras de su enorme carisma, dentro y fuera de la cancha.

## Trayectoria
- Granollers EB: 1991-1992 (ACB)
- CB Mollet: 1992-1993 (2ª división)
- BFI Granollers: 1992-1993 (ACB)
- Festina Andorra: 1993-1994 (ACB)
- Valvi Girona: 1994-1999 (ACB)
- Caja San Fernando: 1999-2002 (ACB)
- Jabones Pardo Fuenlabrada: 2002-2004 (ACB)
- Baloncesto Fuenlabrada: 2004-2005 (LEB)
- Alta Gestión Fuenlabrada: 2005-2007 (ACB)

## Palmarés
- Oro en los juegos del Mediterráneo de Bari de 1997.
- Campeón Copa del Príncipe 2004/2005.
- Campeón Liga LEB 2004/2005.

## Récords
- 40 puntos en la jornada 30 de la liga ACB 2001-2002.
- 10 rebotes en la jornada 6 de la liga ACB 2003-2004.
- 9 asistencias en la jornada 8 de la liga ACB 2002-2003.

## Promedios ACB
- Puntos: 9,1
- Rebotes: 2,5
- Asistencias: 1,7